# Коробов Володимир Ісаакович
Володимир Ісаакович Коробов (5 жовтня 1936, Лубни, Українська РСР — 16 жовтня 1980, Єреван, Вірменська РСР) — радянський лікар — рентгенолог, вчений, доктор медичних наук, професор.

## Біографія
Народився в місті Лубни 5 жовтня 1936 року в єврейській родині партійного працівника Ісаака Зельманович Коробова і Естер Шаевни Коробової-Браславської. Після закінчення школи вступив до Харківського рентгенівський технікум, який закінчив у 1954 році.
Отримавши спеціальність рентгенотехніки по монтажу та експлуатації рентгенівської апаратури, працював за розподілом в місті Кентау, Південно-Казахстанської області з 1954 по 1956 роки . У 1956 році переїхав до м Свердловськ .
З 1 956 по 1957 роки працював лаборантом кафедри рентгенології Свердловського Державного медичного інституту і одночасно в якості рентгенлаборанта в Свердловській клінічної лікарні № 1, освоївши різні методики рентгенографії.
З тисяча дев'ятсот п'ятьдесят-сім по 1963 роки — студент Свердловського Державного медичного інституту, голова студентського наукового товариства.
З 1963 року по 1965 рік навчався в клінічній ординатурі на кафедрі рентгенології Свердловського Державного медичного інституту.
З тисяча дев'ятсот шістьдесят-п'ять по 1967 рік — аспірант Свердловського НДІ туберкульозу МОЗ РРФСР . Після дострокового закінчення аспірантури і захисту кандидатської дисертації «Томографічне дослідження в діагностиці пайових і сегментарних затемнень легких» в 1968 році Коробов В. І. обіймає посаду молодшого наукового співробітника. Через кілька місяців — старшого наукового співробітника НДІ туберкульозу.
У 1972 році захистив докторську дисертацію «Рентгенодіагностика і диференціальна діагностика хронічних неспецифічних запальних захворювань легень». Після захисту дисертації — завідувач рентгено-діагностичним відділенням НДІ туберкульозу.
З 1978 року — керівник кафедри рентгенології Єреванського Державного Інституту удосконалення лікарів МОЗ СРСР . Пропрацювавши на цій посаді два з половиною роки.
Раптово помер у віці 44 років.

### Родина
- Дружина — Любов Якимівна Коробова (1939 р.н.) — лікар-рентгенолог, кандидат медичних наук
- Син — Ілля Володимирович Коробов (1965 р.н.),
- Дочка — Наталія Володимирівна Браславская (1970 р.н.).

## Наукова діяльність
Наукова діяльність була присвячена різним аспектам рентгенодіагностики захворювань органів дихання і середостіння. В аспірантурі Коробов спільно з доктором Зільберга розробили методику оглядової рентгенографії грудної клітини променями підвищеної жорсткості. Застосовуючи різні експериментальні фантоми легких, вони прийшли до висновку, що ця методика має велику роздільну здатність у виявленні мінімальних патологічних змін легень.
В процесі роботи над кандидатською дисертацією (1965—1967 роках), розробив удосконалення, які дозволяли значно покращувати діагностку різних легеневих уражень і визначати патологію бронхів на томограмах.
В процесі роботи над докторською дисертацією з 1968 по 1972 роки займався диференціальної діагностикою хронічних неспецифічних запальних захворювань легень.
Починаючи з 1969 року Коробов активно впроваджував методику голкової біопсії під контролем рентгенівського екрану в щоденну практику легеневого хірургічного відділення. Ця методика істотно підвищила правильну доопераційну діагностику різних патологічних утворень легень. У 1972 році була видана монографія «голкові біопсія легень», Середньо-Уральське книжкове видавництво.
Коробов опублікував понад сто наукових робіт, він є співавтором шести монографій, восьми раціоналізаторських пропозицій.
Під його керівництвом були написані і захищені дванадцять кандидатських дисертацій.

## Список наукових робіт

### Монографії

#### Одноосібні
- В. І. Коробов, Томографічне дослідження в діагностиці пайових і сегментарних затемнень легких, Свердловськ, 1967, 303 с.
- В. І. Коробов, Томографічне дослідження в діагностиці пайових і сегментарних затемнень легких, Саратов, 1968, 15 с.
- В. І. Коробов, Порівняльна оцінка рентгенологічного дослідження і катетеризаційна біопсії в діагностиці периферичного раку легенів, 1969 р
- В. І. Коробов, Рентгенодіагностика і диференціальна діагностика хронічних неспецифічних запальних захворювань легень, Свердловськ, 1972, 420 с.

#### У співавторстві
- М. Г. Віннер, М. Л. Шулутко, Г. Я. Гительман, В. І. Коробов, Камені бронхів, Свердловськ, Середньо-Уральське книжкове вид-во, 1968
- В. І. Коробов, Соколов В. А., Методика томографії при туберкульозі та інших захворюваннях легенів, Свердловськ, 1969
- В. І. Коробов, В. М. Карташов, Р. В. Блінова, голкові біопсія легень, Свердловськ, Середньо-Уральське книжкове видавництво, 1972
- В. І. Коробов, Е. І. Альтман, Н. В. Кіпріянова, Т. А. Салтикова, Діагностика і лікування захворювань середньої частки правої легені, Свердловськ, Середньо-Уральське книжкове видавництво, 1974
- В. І. Коробов, Соколов В. А., А. С. Тарасов, Діагностика туберкульозного бронхоаденита у дітей і підлітків, Свердловськ, тисяча дев'ятсот сімдесят п'ять
- М. Л. Шулутко, Г. І. Лукомський, М. Г. Віннер, В. І. Коробов, Т. І. Козак, А. Б. Борщів, Г. І. Мазур, Хронічний бронхіт, Свердловськ, Середньо-Уральське книжкове видавництво, одна тисяча дев'ятсот сімдесят сім
- В. І. Коробов, М. Г. Віннер, Порівняльна оцінка Томо і бронхографії в діагностиці раку легенів // Питання онкології[1], 1968, № 6, 7 с.
- М. Л. Шулутко, М. Г. Віннер, В. І. Коробов, Діагностика доброякісних пухлин легенів // Санітарно-курортне та хірургічне лікування туберкульозу, Київ, 1968, 2 з.

### Раціоналізаторські пропозиції
- В. І. Коробов, В. М. Карташов, «Модифікований метод трансторакальной голкові біопсії легкого», посвідчення на раціоналізаторську пропозицію № 14 від 15.11.1973, видано МОЗ РРФСР
- В. І. Коробов, В. М. Карташов, «Методика томографії в бічній проекції з поперечним напрямком розмазування», посвідчення на раціоналізаторську пропозицію № 15 від 15.11.1973, видано МОЗ РРФСР
- В. І. Коробов, Л. М. Худяков, В. П. Шварёв, «Модифікований шприц для бронхографії», посвідчення на раціоналізаторську пропозицію № 27-75 від 16.06.1975, видано МОЗ РРФСР
- В. І. Коробов, В. М. Карташов, «Методика томографії бронхів в косих проекціях», посвідчення на раціоналізаторську пропозицію № 36/53 від 21.10.1976, видано МОЗ РРФСР
- В. І. Коробов, В. І. Глушков, «Методика рентгенологічного дослідження поразок кардіо-діафрагмальних синусів», посвідчення на раціоналізаторську пропозицію № 38/54 від 21.10.1976, видано МОЗ РРФСР
- В. І. Коробов, Г. К. Кутьїн, «Методика виготовлення препарату фіксованого роздутого легкого», посвідчення на раціоналізаторську пропозицію № 48 від 3.11.1977, видано МОЗ РРФСР
- В. І. Коробов, Г. К. Кутьїн, «Методика створення фантома легкого для експериментальних рентгенологічних досліджень в діагностиці туберкульозу», посвідчення на раціоналізаторську пропозицію № 49 від 3.11.1977, видано МОЗ РРФСР
- В. І. Коробов, Г. К. Кутьїн, «Пристосування для виробництва зонограмм на рентгенівських апаратах типу» Діагномакс ", посвідчення на раціоналізаторську пропозицію № 50 від 3.11.1977, видано МОЗ РРФСР